# Kék tó, tiszta tó
A Kék tó, tiszta tó a János vitéz c. daljáték egyik leghíresebb dala. Zenéjét Kacsóh Pongrác, a dal szövegét Heltai Jenő írta. A daljáték Petőfi Sándor János vitéz c. elbeszélő költeményének megzenésítése.

## Cselekmény
János vitéz visszautasítja a francia királylány kezét, majd – miután megtudja, hogy Iluska meghalt – vándorútra indul, és végül eljut Tündérországba, az élet tavához. Ekkor énekli a dalt, majd bedobja a Bagótól kapott rózsát, mely Iluska sírján nőtt, és Iluska a tóból feltámad.

## Felvételek
Videók:
- Sárdy János (YouTube)
- Ilosfalvy Róbert (YouTube)
- Csajághy Szabolcs 1'27''–3'18'' (YouTube)
- Solti Károly (YouTube)
- Balogh Gábor (YouTube)
- Újszegedi Szabadtéri Színpad 14'52''–15'30'' (YouTube)
- János vitéz (1938) – teljes film 0:59'45''–1:01'11'' (YouTube)

Feldolgozások
- Nemzeti Színház búcsúgála 0'40''–1'30'' (YouTube)
- János, a vitéz – Rockopera 1:6'23''–1:09'11'' (YouTube)

## Kapcsolódó lapok
- Egy rózsaszál